# جواد رزاقی
جواد رزاقی (انگلیسی: Javad Razzaghi؛ زاده ۲۸ نوامبر ۱۹۸۲) یک بازیکن سابق فوتبال اهل ایران است.